# سكوت أليسون
سكوت أليسون هو لاعب هوكي الجليد كندي، ولد في 22 أبريل 1972 في وينيبيغ في كندا.

## وصلات خارجية
- سكوت أليسون على موقع دوري الهوكي الوطني (الإنجليزية)
- سكوت أليسون على موقع EliteProspects.com (الإنجليزية)
- سكوت أليسون على موقع HockeyDB.com (الإنجليزية)